# Webera pseudocarnea
Webera pseudocarnea là một loài rêu trong họ Bryaceae. Loài này được Kindb. Macoun mô tả khoa học đầu tiên năm 1902.